# Pachylophus punctifrons
Pachylophus punctifrons är en tvåvingeart som beskrevs av Becker 1910. Pachylophus punctifrons ingår i släktet Pachylophus och familjen fritflugor.
Artens utbredningsområde är Madagaskar. Inga underarter finns listade i Catalogue of Life.